# Govert Flinck
Govert (o Govaert) Teuniszoon Flinck (Clèveris, 25 de gener de 1615 - Amsterdam, 2 de febrer de 1660) va ser un pintor barroc neerlandès.

## Biografia
Nascut a Clèveris, el seu pare el va posar com a aprenent amb un comerciant de seda, però havent adquirit secretament una passió pel dibuix, va ser enviat a Ljouwert, on es va allotjar a la casa de Lambert Jacobszon, un mennonita, més conegut com un predicador itinerant que com un pintor.
Aquí Flinck es va unir amb Jacob Backer. Entre els veïns de Jacobszon a Ljouwert hi havia els fills i parents de Rombertus van Uylenburgh. La filla,  Saskia es va casar amb  Rembrandt el 1634. Altres membres de la mateixa família van viure a Amsterdam, conreant les arts tant professionalment com a aficionats. Els alumnes de Lambert probablement van tenir algun contacte amb Rembrandt per relacions amb els Ulenburgs. Certament Joachim von Sandrart, qui va visitar Holanda el 1637, van trobar a Flinck reconegut com un dels millors alumnes de Rembrandt, i vivint habitualment a casa del marxant Hendrik Uylenburg a Amsterdam.
Durant molts anys Flinck va treballar en l'estil de Rembrandt, seguint l'estil d'aquest mestre en totes les obres que va executar entre 1636 i 1648. Amb aspiracions com a pintor d'història, però, va mirar a les formes inflades i la gran acció de Rubens, que va portar a molts encàrrecs de pintura oficial i diplomàtica. Les relacions de Flinck amb Clèveris van ser amb el temps molt importants. Va ser presentat a la cort del Frederic Guillem de Brandenburg, qui es va casar el 1646 amb Lluïsa Enriqueta de Nassau. Va obtenir el mecenatge de Joan Maurici de Nassau-Siegen, que va ser nomenat estatúder de Clèveris el 1649.
El 1652 un ciutadà d'Amsterdam, Flinck es va casar el 1656 amb una hereva, filla de Veure Hoeven, un director de la Companyia Holandesa de les Índies Orientals. Ja era llavors ben conegut fins i tot en els cercles patricis presidits pels germans  Cornelis i Andries de Graeff i els Seix de Echevin, era amic íntim del poeta Vondel i el tresorer Uitenbogaard. A casa, adornada amb antics motlles, vestits, i una noble col·lecció de gravats, sovint va rebre el estatúder Juan Maurici, el retrat encara es conserva en l'obra del docte Barleius.

## Obres

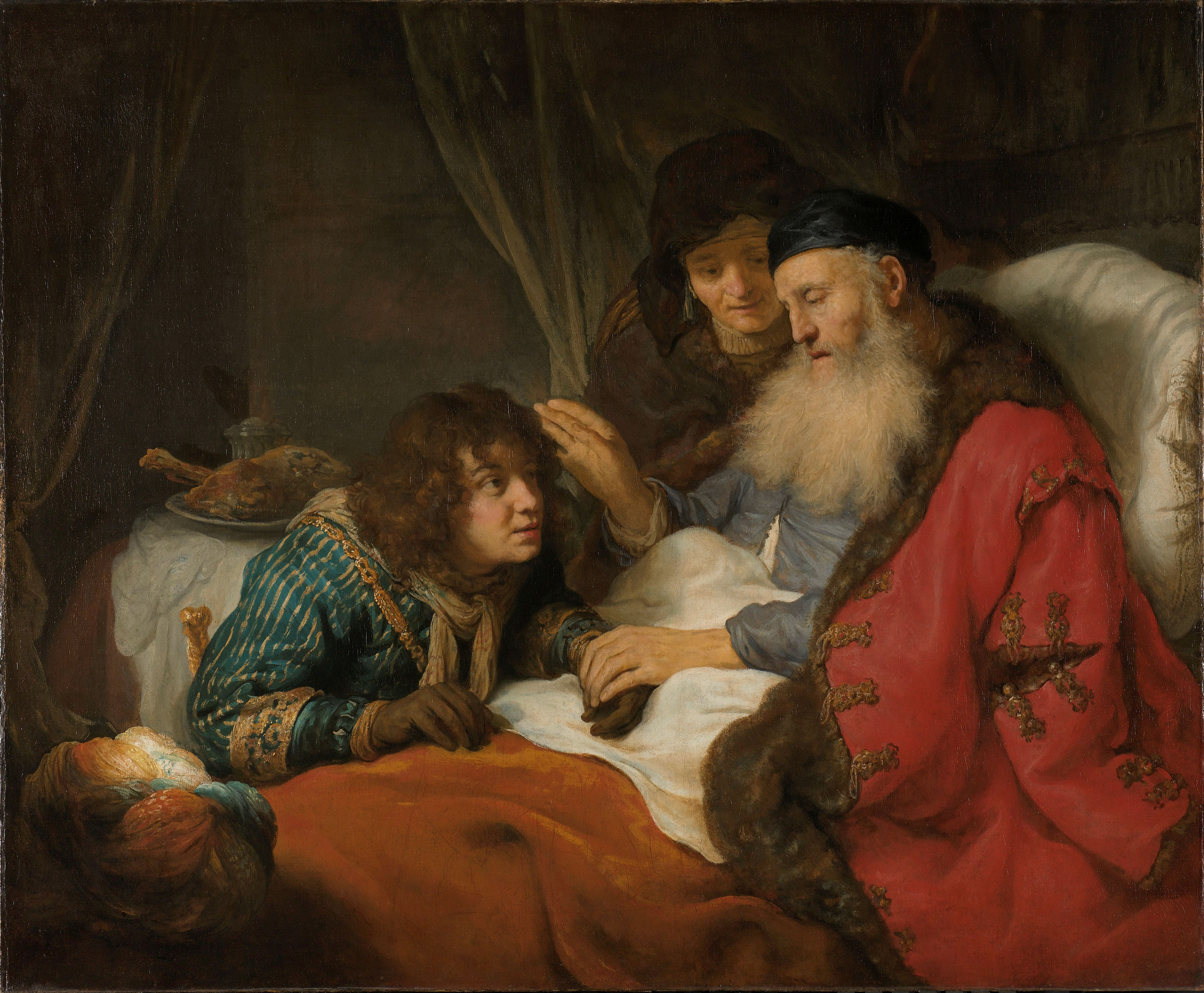
Isaac beneint Jacob

La peça autèntica de Flinck més antiga és un retrat d'una dama, datat en 1636, a la galeria de  Brunswick. El seu primer quadre temàtic va ser Isaac beneint Jacob, al museu d'Amsterdam (1638). Tots dos són intensament rembrandtescos en efecte així com en vigor del toc i calidesa de les carnacions. Els quatre guàrdies cívics de 1642, i els dotze mosqueters amb el seu president en una butaca (1648), en l'ajuntament d'Amsterdam, hi ha bons exemples de  retrats de grup. Però el millor de les produccions de Flinck en aquest estil és el de la Pau de Münster al museu d'Amsterdam, un llenç amb 19 figures a mida natural plenes d'animació en les cares, «radiants amb color rembrandtesc », i admirablement distribuïts. Flinck aquí va pintar el seu propi rostre a l'esquerra en una entrada. El període manierista és àmpliament il·lustrat al Marc Curi menjant naps davant els enviats samnites i Salomó rebent la saviesa, al Palau Reial d'Amsterdam. Aquí és on Flinck mostra la major part dels defectes, de composició imperfecta, tons cridaners, execució plana i superficial, que sembla com si hagués estat tacada amb pols violeta i vermell.

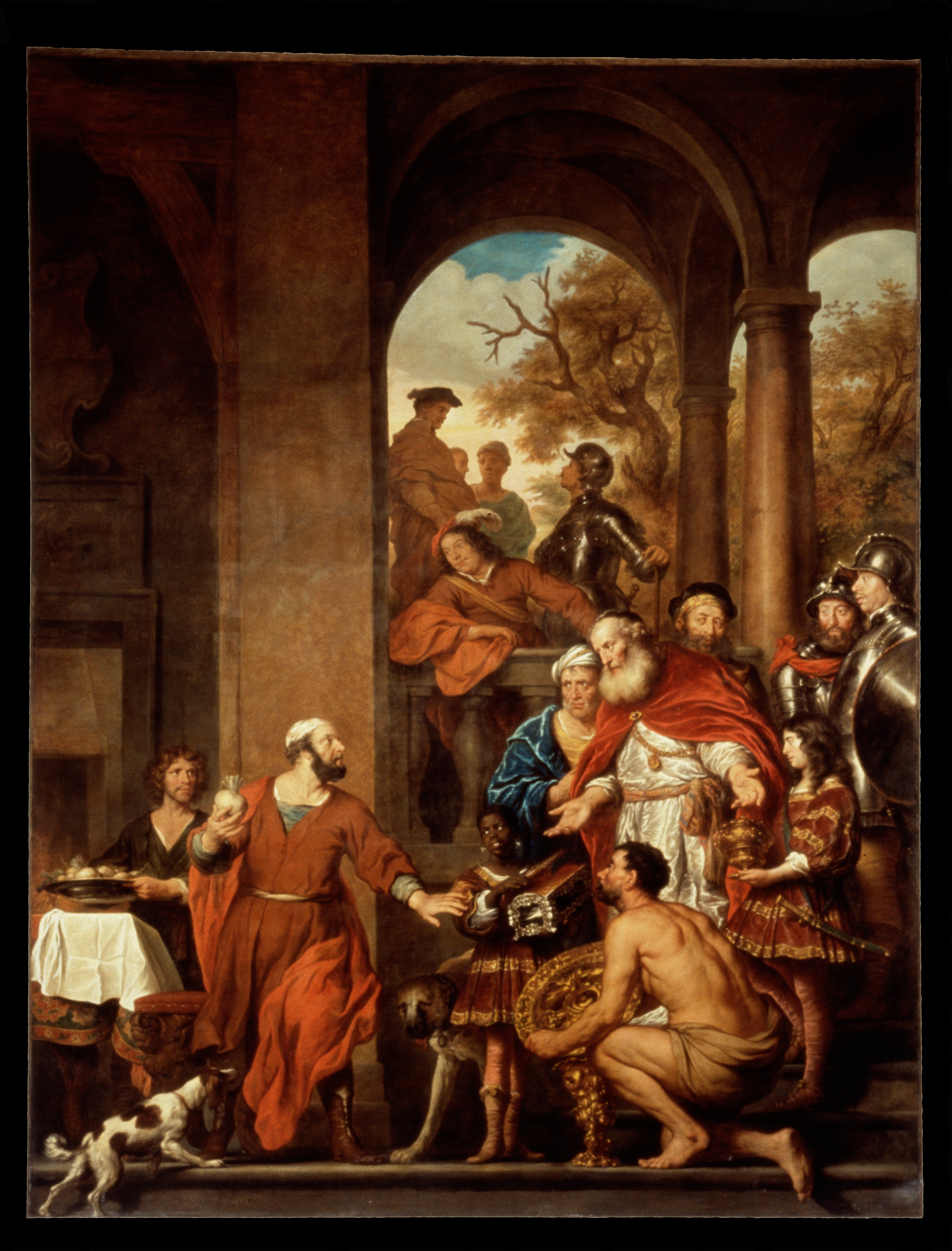
L'incorruptible Marc Curi Dentat o Marc Curi menjant naps davant els enviats samnites

La cronologia de les obres de Flinck, fins on es troben en galeries públiques, comprèn, a més dels ja esmentats, la Barba grisa de 1639 a Dresden, la Noia de 1641 al Louvre, un retrat col·lectiu d'home i dona (1646) a Rotterdam, una dama (1651) a Berlín. El novembre de 1659 el burgmestre d'Amsterdam va contractar amb Flinck 12 tel·les per representar quatre figures heroiques de David i Samsó i Marc Curi i Horaci Cocles, i escenes dels bataus i romans. Flinck va ser incapaç d'acabar més que els esbossos. Després de la seva mort es va demanar Rembrandt que acabés un dels encàrrecs, i va produir la seva última gran pintura d'història, la Conspiració de Claudio Civil, que les autoritats van rebutjar.
En el mateix any va rebre un reconeixement afalagador de l'ajuntament de Clèveris i la finalització d'un quadre de Salomó que era la contrapartida de la composició a Amsterdam. Aquest i altres quadres i retrats, com els de Federic Guillem i Joan Maurici, i l'al·legoria de LLuisa d'Orange atesa per la Victòria i la Fama i altres figures en el bressol del primogènit l'elector, han desaparegut. De diverses pintures que van ser pintades per al Gran Elector, cap es conserva, llevat de l'Expulsió d'Agar al museu de Berlín.
Al Museu Nacional d'Art de Catalunya es conserva una obra seva, Cap de Negre, provinent del Llegat Cambó.